# 400
|  | Per a altres significats, vegeu «Els Quatre-cents». |

El 400 (CD) fou un any de traspàs començat en diumenge del calendari julià.

## Esdeveniments
- Es convoca el I Concili de Toledo.
- Natius de les Illes Marqueses migren i colonitzen Hawaii.

## Naixements
- Papa Lleó I

## Necrològiques
- Eusebi de Bolonya